# Esquirol llistat de Peters
L'esquirol dels matolls de Peters (Paraxerus flavovittis) és una espècie de rosegador de la família dels esciúrids. Viu a Kenya, Malawi, Moçambic i Tanzània. Els seus hàbitats naturals són les sabanes, els boscos i les bardisses, tot i que també ocupa camps de conreu, particularment on hi ha plantes del gènere Uapaca. És una espècie en risc mínim, és a dir, no sembla que hi hagi cap amenaça significativa per a la seva supervivència.